# Sean Combs

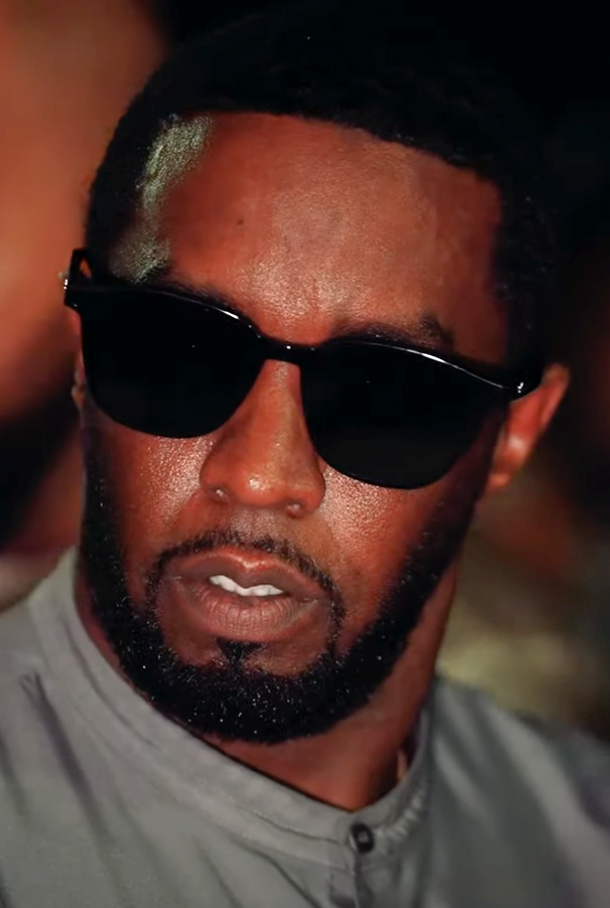
Sean Combs (2023)

Sean John Combs (* 4. November 1969 in New York City), auch bekannt unter den Pseudonymen Diddy, P. Diddy, Puff Daddy, Puffy, Swag, Love und Brother Love, ist ein US-amerikanischer Rapper, Musikproduzent und Unternehmer. Er besitzt die Modemarke Sean John. Combs gilt als einer der bekanntesten US-amerikanischen Musiker und wurde vom Magazin Time in die Liste der 100 einflussreichsten Menschen des Jahres 2006 gewählt. Seit 2023 ist Sean Combs mehrfach des sexuellen Missbrauchs und der Vergewaltigung beschuldigt worden.

## Leben und Karriere
Combs wurde im New Yorker Stadtteil Harlem geboren und wuchs in Mount Vernon im Westchester County auf. Seine Mutter zog ihn alleine groß, nachdem sein Vater 1972 ermordet worden war. Später studierte Combs Betriebswirtschaftslehre an der Howard University in Washington, D.C. Er verließ das College jedoch, um bei Uptown Records zu arbeiten.
In den frühen 1990ern war er dort als Produktionsassistent tätig, bevor er 1993 seine eigene Plattenfirma Bad Boy Records gründete und Künstler wie The Notorious B.I.G., Cassie, Lil’ Kim oder Craig Mack produzierte. Nachdem sein Freund Notorious B.I.G. ermordet worden war, begann er 1997 seine eigene Gesangskarriere mit der Veröffentlichung des Albums No Way Out, das mit einem Grammy ausgezeichnet wurde. Es enthielt Lieder wie It’s All About the Benjamins, Can’t Nobody Hold Me Down oder I’ll Be Missing You. Letzteres war eine Coverversion des Hits Every Breath You Take von The Police. Das Lied, an dem auch Notorious B.I.G.s Witwe Faith Evans mitwirkte, sollte eine Hommage an den Rapper sein. Bei den MTV Video Music Awards spielte er dieses Lied mit Sting, dem ehemaligen Sänger von The Police. 1998 gründete er die Modemarke Sean John. Dafür bekam er 2004 den Mode-Preis des Council of Fashion Designers of America, nominiert war er schon fünf Mal zuvor.
Als zweites Album folgte 1999 dann Forever, die Singleauskopplung Satisfy You mit R. Kelly wurde zu einem Erfolg. Als Schauspieler trat er unter anderem im Film Monster’s Ball sowie in der Neuauflage von Carlito’s Way auf. 2002 folgte sein drittes Soloalbum The Saga Continues, das er in Marokko aufnahm. Es wurde durch Tracks wie Bad Boy 4 Life und I Need a Girl zu einem großen Erfolg. Letzterer nicht zuletzt durch Remixes von Künstlern wie Ginuwine, Mario Winans, Usher, Loon und vielen mehr. Des Weiteren spielte er eine große Rolle in der amerikanischen Version von Making the Band2, die von MTV ab dem Jahr 2002 ausgestrahlt wurde. Am 17. Oktober 2006 wurde sein bislang letztes Album veröffentlicht, welches den Titel Press Play trägt.
Combs wurde vom Magazin Time in die Liste der 100 einflussreichsten Menschen des Jahres 2006 gewählt; im Mai 2008 bekam er als erster männlicher Rapper einen Stern auf dem Hollywood Walk of Fame. 2010 hatte er einen Auftritt in dem Film Männertrip. Im Dezember 2010 veröffentlichte Combs die Single I’m on You mit dem russischen Rapper Timati. 2011 brachte Combs mit seiner neuen Gruppe Diddy-Dirty Money das Album Last Train to Paris heraus. Diddy-Dirty Money besteht neben Combs aus den Sängerinnen Dawn Richard und Kalenna Harper und wurde 2009 gegründet.
Nachdem Diageo, ein weltweit führender Hersteller von alkoholischen Getränken, die Wodkamarke Cîroc übernommen und zunächst nur mit mäßigen Erfolg global positioniert hatte, trat Combs 2007 in einer Partnerschaft mit Diageo als Gesicht und Hauptvermarkter der Marke auf. Dies führte zu einer massiven Umsatzsteigerung und machte Cîroc zu einer der bekanntesten Premium-Wodkamarken. Im Juni 2023 wollte Diageo die Geschäftsbeziehung mit Combs beenden, weil er sich weigerte, seine Verpflichtungen anzuerkennen oder zu erfüllen. Anfang 2024 einigten sich beide Parteien darauf, alle gegenseitigen Ansprüche fallenzulassen. Diageo übernahm die vollständige Kontrolle über Cîroc und die Zusammenarbeit mit Combs wurde beendet.

## Vorwürfe des sexuellen Missbrauchs
Im November 2023 reichte seine frühere Lebensgefährtin Cassie Klage gegen Combs ein. Sie behauptete, während ihrer elfjährigen Beziehung geschlagen, sexuell missbraucht und vergewaltigt worden zu sein. Die Zivilklage wurde gegen Zahlung eines unbekannten Geldbetrags eingestellt. Es folgte eine Klage einer Studentin der Syracuse University, die angab, dass Combs sie 1991 betäubt und vergewaltigt habe. Die Klage wurde möglich, nachdem der Bundesstaat New York die Verjährungsfrist für sexuellen Missbrauch ausgesetzt hatte. Combs trat in der Folge als Chef des Kabelfernsehnetzwerks Revolt zurück. Eine geplante Realityserie über Combs’ Familienleben namens Diddy+7 wurde ebenfalls eingestellt. Es folgten zwei weitere Zivilklagen, wobei eines der Opfer zum mutmaßlichen Tatzeitpunkt erst 17 Jahre alt war.
2024 veröffentlichte CNN Videoaufnahmen, auf denen zu sehen ist, wie Combs 2016 Cassie in einem Hotelflur auf den Boden wirft, sie schlägt und auf die am Boden Liegende eintritt und sie über den Flur in sein Hotelzimmer schleift. Combs gab dies erst nach Konfrontation mit dem Videobeweis zu und sagte, sein Verhalten tue ihm wirklich leid. Wenig später verklagte ihn das ehemalige Model Crystal McKinney. Sie wirft Combs vor, sie mithilfe von Drogen betäubt und anschließend sexuell missbraucht zu haben. Sie ist damit die siebte Frau, die gegen Combs klagt.
Im September 2024 erhob die amerikanische Bundesstaatsanwaltschaft Anklage in zahlreichen Punkten; Combs könnte nach Einschätzung des Strafrechtsexperten Bernhard Docke eine lebenslange Freiheitsstrafe drohen. Am 1. Oktober 2024 berichtete die Washington Post, dass ein Anwaltsteam bis zu 120 weitere Klagen wegen Übergriffen in den 2000er und 2010er Jahren einreichen wird. Die Kläger, von denen 25 minderjährig sind, sind sowohl Männer als auch Frauen. Die Hälfte der mutmaßlichen Opfer gibt an, den Übergriff der Polizei, einem Arzt oder dem FBI gemeldet zu haben. Einige behaupten, unter Drogen gesetzt worden zu sein oder Schweigegeld angeboten bekommen zu haben. Die Klage der österreichischen Moderatorin Kathi Steininger wurde nicht zugelassen, weil ihre Vergewaltigung außerhalb der USA stattfand. Neben Combs sollen in den Klagen auch weitere potenzielle Angeklagte genannt werden, die sich an den Übergriffen beteiligt oder davon gewusst haben sollen.
Am 2. Juli 2025 erkannte eine Jury Combs der Förderung der Prostitution schuldig (vgl. Mann Act), sprach ihn aber von den restlichen Vorwürfen (Bildung einer kriminellen Vereinigung und Menschenhandel) frei. Dennoch lehnte der zuständige Richter in New York am 4. August 2025 eine vorzeitige Haftentlassung gegen die Zahlung von 50 Millionen Dollar Kaution ab. Es bestehe Fluchtgefahr, Combs müsse bis zur geplanten Verkündung des Strafmaßes im Oktober im Gefängnis bleiben.

## Persönliches

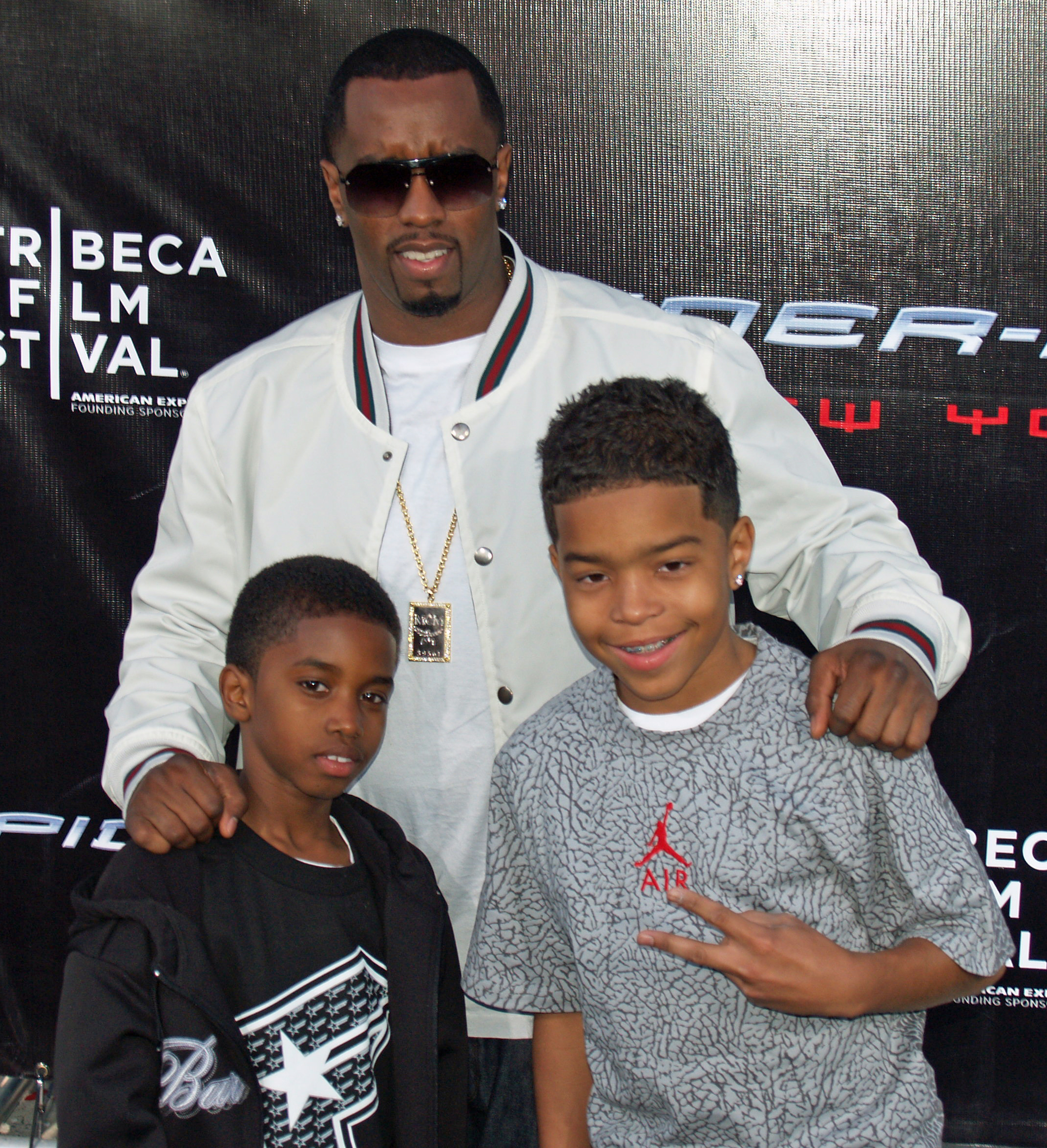
Combs mit seinen Söhnen (2007)

Combs hat zwei Söhne (* 1993, * 1998) und vier Töchter (drei * 2006, davon ein Zwillingspaar, * 2022), außerdem hat er einen Stiefsohn (* 1991). Seine Kinder sind von vier verschiedenen Frauen.
Kim Porter (* 15. Dezember 1970), Combs’ frühere Partnerin und Mutter von drei gemeinsamen Kindern, wurde am 15. November 2018 tot aufgefunden.
Sie starb laut Obduktion nach mehreren Tagen mit grippeähnlichen Symptomen an einer Lobärpneumonie.

## Sonstiges
Im Jahr 1999 war er zusammen mit seiner damaligen Freundin Jennifer Lopez in eine Schießerei in einer New Yorker Disco verwickelt. Im anschließenden Strafprozess wegen unerlaubten Waffenbesitzes, bei dem er durch den Rechtsanwalt Johnnie Cochran verteidigt wurde, kam es zu einem Freispruch.
2003 deckte das Nationale Arbeitskomitee (NAC) gravierende Verstöße gegen das honduranische Arbeitsrecht in Fabriken auf, die die Bekleidungsmarke Sean John produzierten.
Am 24. November 2023 gab die Warenhauskette Macy’s bekannt, aufgrund der Vorwürfe des sexuellen Missbrauchs gegen Combs sämtliche Kleidungsstücke der Marke Sean John aus ihren Kaufhäusern und Online-Shops zu entfernen, was faktisch das Ende der geschäftlichen Verbindung darstellte.

## Filmografie
- 2001: Made
- 2001: Monster’s Ball
- 2005: Carlito’s Way – Weg zur Macht
- 2008: A Raisin in the Sun (Fernsehfilm)
- 2009: CSI: Miami (Fernsehserie, Folgen 7x15–7x16)
- 2010: Männertrip
- 2010: I’m Still Here
- 2011: Entourage (Fernsehserie, Folge 7x07)
- 2011: Hawaii Five-0 (Fernsehserie, Folge 1x21)
- 2012: It’s Always Sunny in Philadelphia (Fernsehserie, Folge 8x06)
- 2014: Muppets Most Wanted
- 2014: Draft Day
- 2015: Black-ish (Fernsehserie, Folge 1x24)
- 2017: Can’t Stop, Won’t Stop: A Bad Boy Story (Doku)
- 2017: The Defiant Ones (Fernsehserie)

## Diskografie
Studioalben

| Jahr | Titel Pseudonym                                    | Höchstplatzierung, Gesamtwochen, AuszeichnungChartplatzierungen (Jahr, Titel, Pseudonym, Platzierungen, Wochen, Auszeichnungen, Anmerkungen) | Höchstplatzierung, Gesamtwochen, AuszeichnungChartplatzierungen (Jahr, Titel, Pseudonym, Platzierungen, Wochen, Auszeichnungen, Anmerkungen) | Höchstplatzierung, Gesamtwochen, AuszeichnungChartplatzierungen (Jahr, Titel, Pseudonym, Platzierungen, Wochen, Auszeichnungen, Anmerkungen) | Höchstplatzierung, Gesamtwochen, AuszeichnungChartplatzierungen (Jahr, Titel, Pseudonym, Platzierungen, Wochen, Auszeichnungen, Anmerkungen) | Höchstplatzierung, Gesamtwochen, AuszeichnungChartplatzierungen (Jahr, Titel, Pseudonym, Platzierungen, Wochen, Auszeichnungen, Anmerkungen) | Anmerkungen                                                 |
| Jahr | Titel Pseudonym                                    | DE | AT | CH | UK | US | Anmerkungen                                                 |
| ---- | -------------------------------------------------- | --- | --- | --- | --- | --- | ----------------------------------------------------------- |
| 1997 | No Way Out Puff Daddy & The Family                 | DE2 (24 Wo.)DE | AT1 Gold · (16 Wo.)AT | CH1 Platin · (18 Wo.)CH | UK8 Gold · (20 Wo.)UK | US1 ×7Siebenfachplatin · (66 Wo.)US | Erstveröffentlichung: 21. Juli 1997 Verkäufe: + 8.892.500   |
| 1999 | Forever Puff Daddy                                 | DE4 (30 Wo.)DE | AT19 (11 Wo.)AT | CH7 (21 Wo.)CH | UK9 Gold · (10 Wo.)UK | US2 Platin · (27 Wo.)US | Erstveröffentlichung: 23. August 1999 Verkäufe: + 1.200.000 |
| 2001 | The Saga Continues … P. Diddy & The Bad Boy Family | DE14 (6 Wo.)DE | AT42 (4 Wo.)AT | CH43 (6 Wo.)CH | UK89 Silber · (2 Wo.)UK | US2 (19 Wo.)US | Erstveröffentlichung: 19. Juni 2001 Verkäufe: + 110.000     |
| 2006 | Press Play Diddy bzw. P. Diddy                     | DE32 (9 Wo.)DE | AT41 (9 Wo.)AT | CH9 (11 Wo.)CH | UK11 Gold · (24 Wo.)UK | US1 Gold · (33 Wo.)US | Erstveröffentlichung: 17. Oktober 2006 Verkäufe: + 675.000  |
| 2010 | Last Train to Paris Diddy-Dirty Money              | DE52 (1 Wo.)DE | — | CH64 (8 Wo.)CH | UK24 (2 Wo.)UK | US7 (14 Wo.)US | Erstveröffentlichung: 14. Dezember 2010                     |
| 2023 | The Love Album: Off the Grid Diddy                 | — | — | CH57 (1 Wo.)CH | — | US19 (7 Wo.)US | Erstveröffentlichung: 15. September 2023                    |